# Yacht Club Tower
El Yacht Club Tower es un rascacielos de 57 pisos y 196 metros de altura, ubicado en la Avenida Balboa, Panamá. Estuvo a cargo de la firma panameña de arquitectos Mallol & Mallol.
Como su nombre lo indica, el concepto de este edificio es el de un barco, las plantas poseen la forma de un yate mirando hacia al mar. El remate del edificio culmina en una punta en forma de navaja revestida de vidrios.
Actualmente es uno de los rascacielos más altos de la Avenida Balboa.

## Datos claves
- Altura: 196 m.
- Espacio total - --- m².
- Condición: Construido.